# 1BASE5
1BASE5 (aussi appelé StarLan) est un standard de liaison Ethernet (aujourd'hui obsolète) créé en 1987 et mis au point par le groupe de travail IEEE 802.3e du sous-comité de standardisation IEEE 802.3. Celui-ci permet la transmission de données jusqu'à un débit de 1Mbits/s sur paires torsadées non blindée et sur une longueur pouvant atteindre 200 mètres.

## Description

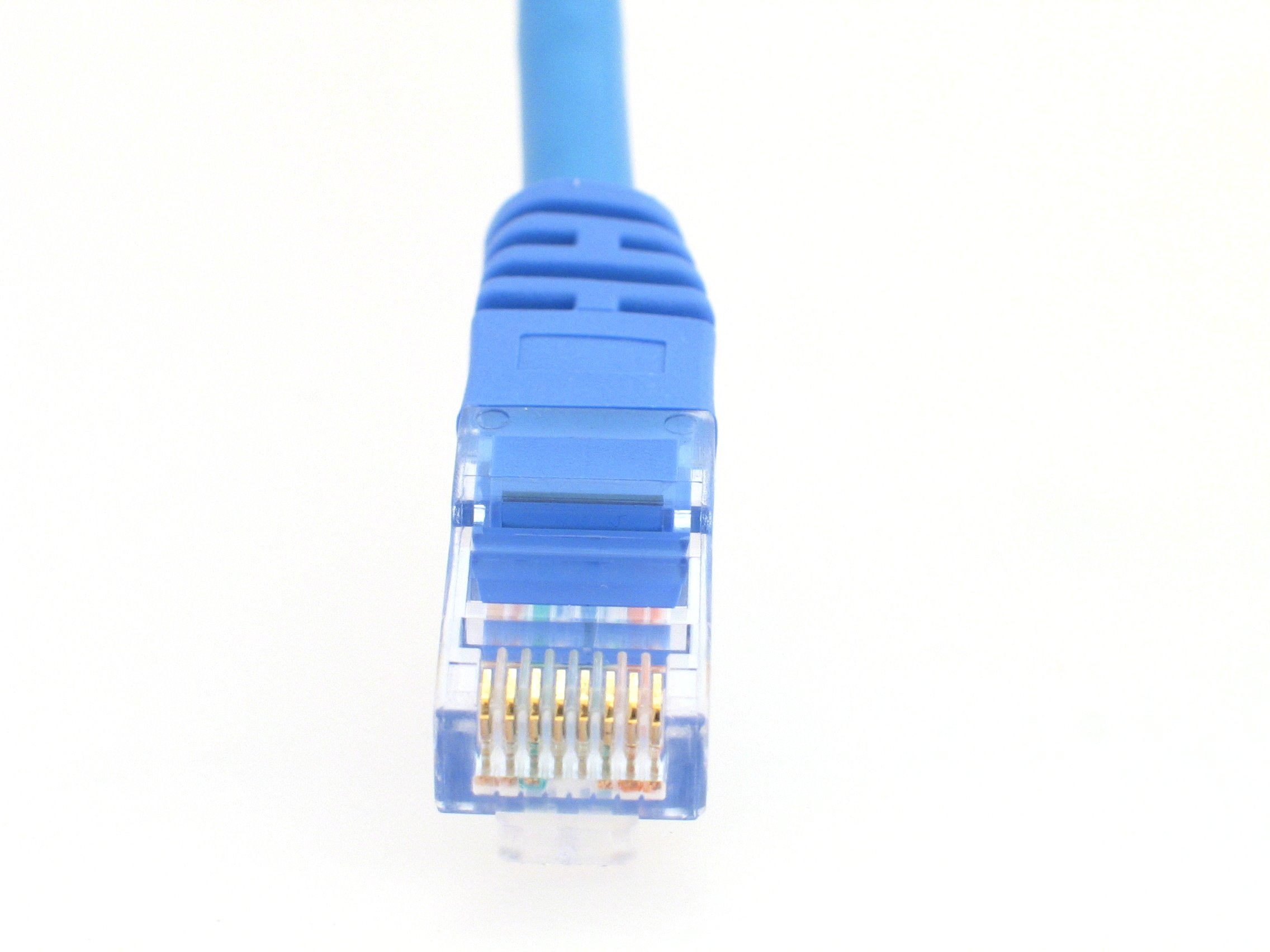
Connecteurs RJ-45 servant à la connexion des réseaux informatiques.

1BASE5 est décrit dans la clause 12 du standard Ethernet. Ce standard spécifie la couche physique relative au modèle OSI autorisant une liaison point à point avec du câble à paires torsadée téléphonique catégorie 3 équipé de connecteurs RJ45. 
Les caractéristiques principales de 1BASE5 sont:
- débits jusqu'à 1 Mbit/s avec codage Manchester;
- interconnexion des équipements en mode point à point;
- possibilité d'utiliser des concentrateurs ou hubs comme des répéteurs sur plus de cinq niveaux;
- topologie de réseau en étoile avec interconnexion par concentrateur;
- distance de connexion de concentrateur à concentrateur inférieure à 250 mètres.